# مردم سوئیسی
مردم سوئیسی (به فرانسوی: les Suisses) (به آلمانی: die Schweizer) (به ایتالیایی: gli Svizzeri) (زبان رومانش|ils Svizzers) به شهروندان کشور سوئیس یا به دیگر مهاجران خارج از این کشور گفته می‌شود. کشورهایی که بیشترین افراد اهل سوئیس در آن زندگی می‌کنند به ترتیب عبارتند از: فرانسه، آلمان و ایتالیا.